# Ocotea brenesii
Ocotea brenesii är en lagerväxtart som beskrevs av Standley. Ocotea brenesii ingår i släktet Ocotea och familjen lagerväxter. Inga underarter finns listade i Catalogue of Life.